# 569
569 (DLXIX) fue un año común comenzado en martes del calendario juliano, en vigor en aquella fecha.

## Acontecimientos
- Los reyes francos Sigeberto I y Gontrán sitian Arlés, en poder de los visigodos. Tras una batalla que vencen, las tropas de Gontrán toman Arlés. El rey visigodo Liuva se dirige a la provincia de Septimania, para protegerla de un eventual ataque franco y asocia a su hermano Leovigildo como rey, confiándole el gobierno del resto del reino, en una decisión insólita en el reino visigodo. Para fortalecer su posición Leovigildo se casa con Gosuinda, viuda de Atanagildo, ganando la alianza de su partido.
- Martín es nombrado obispo de Braga.